# 唐人街探案2 (網絡劇)
《唐人街探案2》是2024年中國大陸懸疑推理網絡劇，由陳思誠擔任監製、總編劇，邱澤、尚語賢、張鈞甯、東尼嘉、榮梓杉、鍾鎮濤、楊謹華、熊黛林主演的網路劇。本劇是由《唐人街探案》系列電影的衍生作品，為網路劇《唐人街探案》的續作，分为林默篇和KIKO篇，合共四个单元。
2022年8月7日，網劇《唐人街探案2》在廣東深圳坪山新區一個工業園區開機，於同年10月6日，該劇宣佈殺青。2024年2月29日，该剧在爱奇艺首播。

## 播放時間及平台
| 頻道         | 所在地   | 播映日期      | 备注               |
| ------------ | -------- | ------------- | ------------------ |
| 愛奇藝       | 中國大陸 | 2024年2月29日 | VIP会员： 非会员： |
| 愛奇藝台灣站 | 臺灣     | 2024年2月29日 | VIP会员： 非会员： |

## 演員列表

### 主要演员
| 演員   | 角色 | 介紹                                                                         |
| 邱泽   | 林默 | 「CRIMASTER」NO.4 曼谷唐人街唐仁偵探事務所偵探；唐仁首席大弟子，外号林黑犬。 |
| 尚语贤 | KIKO | 「CRIMASTER」NO.5 香港女黑客，精通多國語言。                                 |
| 张艺上 | 萨莎 | 曼谷唐人街警局華裔女警官（副探長）。                                         |

### 與案件有關人物

#### 林默篇

##### 天使的旋律
（第1-4集）
| 演員   | 角色   | 介紹 |
| 邱泽   | 林默   | 侦探 详见主要演员                                                                                          |
| 傅雋   | 達邦   | 綽號鋼琴師偵探，骨董店老闆。                                                                               |
| 鶴男   | 貓小姐 | 骨董店老闆助手                                                                                             |
| 熊黛林 | 彭西   | 天使療養院护士长                                                                                           |
| 马浴柯 | 安頌   | 天使療養院心理醫療師 (幕後的BOSS)                                                                          |
| 邓恩熙 | 小爱   | 林默義妹                                                                                                   |
| 周楚濋 | 南希   | 天使療養院护士                                                                                             |
| 樓學賢 | 達明   | 天使療養院院長                                                                                             |
| 王乙   | 樱花   | 天使療養院精神病患，因發瘋咬斷繼父手指被送進精神病院治療。                                                 |
| 易天雄 | 沙馬   | 天使療養院精神病患，有嚴重暴力傾向，泰拳退役職業選手，因違背地下拳場老大意願贏了比賽，全家被殺而精神失常。 |
| 托尼贾 | 傑克贾 | 「CRIMASTER」NO.9 泰國偵探，有一打十的功夫實力。 详见唐人街探案系列                                        |
| 张艺上 | 萨莎   | 副探长 详见主要演员                                                                                        |
| 肖央   | 坤泰   | 唐人街警局副局長。                                                                                         |

##### 恶魔的呼吸
（第5-8集）
| 演員   | 角色   | 介紹                        |
| 邱泽   | 林默   | 侦探 详见主要演员           |
| 张艺上 | 萨莎   | 副探长 详见主要演员         |
| 杨谨华 | 阿信   | 静心会(Breath)女助理        |
| 孟芷旭 | 小茶   | 納文女儿                    |
| 恬妞   | 黃婆   | 对小茶特别好的婆婆          |
| 何昕霖 | 小禾   | 黃婆女儿                    |
| 托尼贾 | 傑克賈 | 泰國偵探 详见唐人街探案系列 |
| 趙永洪 | 納文   | 律师                        |

#### KIKO篇

##### 游乐园
（第9-12集）
| 演員   | 角色   | 介紹                         |
| 尚语贤 | KIKO   | 黑客                         |
| 俞灏明 | 林森   | 缤港市的一名警察             |
| 钟镇涛 | 林英樹 | 林森之父、退休警察           |
| 杜德偉 | 法南   | 艺术画廊的老板               |
| 荣梓杉 | NEO    | “MASK”创建人                 |
| 翁虹   | 王娇云 | KIKO之母                     |
| 孫伊涵 | 方思雅 | “MASK”中的“汝”，受害者之一   |
| 李星瑤 | 邵菲菲 | “MASK”中的“汝”，受害者之一   |
| 唐文龍 | 庄言   | 缤港市将要升任的局长         |
| 王以纶 | 吳志源 | 摄影师、“狗仔”               |
| 张柏嘉 | TINA   | KIKO的合作伙伴“闺蜜”、“搭子” |
| 邱泽   | 林默   | 侦探 详见主要演员            |

##### 黄金城
（第13-16集）
| 演員   | 角色   | 介紹                                   |
| 尚语贤 | KIKO   | 黑客                                   |
| 俞灏明 | 林森   | 缤港市的一名警察                       |
| 钟镇涛 | 林英樹 | 林森之父、退休警察                     |
| 连凯   | 乔青山 | "Wipay"公司的创始人之一，担任公司CEO。 |
| 尹子維 | 黄海   | "Wipay"公司的创始人之一，担任公司CFO。 |
| 吕颂贤 | 陈经汉 | "Wipay"公司的创始人之一，担任公司CTO。 |
| 翁虹   | 王娇云 | KIKO之母                               |
| 张柏嘉 | TINA   | KIKO的合作伙伴“闺蜜”、“搭子”           |

### 友情客串
| 演員   | 角色          | 介紹 |
| 王宝强 | 唐仁          | 「CRIMASTER」NO.2 秦风的远房表舅，原本开了间侦探社，自诩为神探，实际上办的都是找猫狗、送快递之类的杂件。因为和秦风一起侦破了疑难案件，而被世界推理界认为属于侦探组合的一员。 友情客串（第1集） 详见唐人街探案系列                                                  |
| 肖央   | 坤泰          | 唐人街警局副局長 友情客串（第3-4集） 详见唐人街探案系列 |
| 张世   | 度郎          | 曼谷警察局副局長 友情客串（第5-8集） |
| 刘昊然 | 秦风          | 「CRIMASTER」NO.2 唐仁的远房表外甥，警校学生，经常因为唐仁的关系被卷入案件。相貌清秀，智商超高，分析力超强，过目不忘，平时说话会结巴，但分析案情时口齿流畅清晰的推理天才。推理APP「CRIMASTER(犯罪大师)」世界排名第二参加者。 友情客串（第13集） 详见唐人街探案系列 |
| 张钧甯 | 金绮雯（Ivy） | 「笑脸组织」的幕后boss 友情客串 |

## 外部連結
- 唐人街探案2的新浪微博
- 豆瓣电影上《唐人街探案2》的資料 （简体中文）